# Geta Sachelarie
Georgeta Sachelarie, detta Geta (...), è un'ex schermitrice rumena, specialista del fioretto, vincitrice di una medaglia di bronzo ai Campionati mondiali di scherma.